# Рауа Тлілі
Рауа Тлілі (араб. روعة التليلي; нар. 5 жовтня 1989, Гафса) — паралімпійська спортсменка з Тунісу, яка змагається переважно в категорії F41 у штовханні ядра і метанні диска, багаторазова чемпіонка Паралімпійських ігор.